# Гнат Уляновський
Гнат Уляновський (Улановський) (? — 1671) — український військовий діяч доби Руїни. Корсунський полковник (1665-1669).

## Життєпис
Походження невідоме. Імовірно, брав участь у повстанні на Правобережній Україні проти гетьмана П. Тетері у 1664-1665 роках. У 1665 році очолив Корсунський полк. Учасник козацької ради біля Богуслава 18 серпня 1665 року, на якій гетьманом обрали П. Дорошенка.
У 1666 році був послом на сейм у Варшаві. У 1668 році брав участь у поході гетьмана П. Дорошенка на Лівобережну Україну, на чолі Корсунського полку воював з московитами під Хухрою.
Вів активні бойові дії проти татарського ставленика П. Суховія. У січні 1669 року разом із запорозьким полковником Ів. Сірком розгромив татар Батирчі-мурзи і козаків Суховія під Вільхівцем. 21 липня 1669 року під Смілою війська Суховія розбили правобережні полки Дорошенка, троє полковників потрапили у полон, між якими — і корсунський полковник.
Перейшов на бік Суховія, а коли той склав булаву — на бік гетьмана М. Ханенка. У 1671 році розстріляний за наказом П. Дорошенка.